# BRM Aero
Die BRM Aero, oft unter der Marke Bristell, ist ein tschechischer Flugzeughersteller. Bekannt wurde das Unternehmen insbesondere durch die Flugzeuge Bristell Classic, das bis zum Jahr 2020 über 600-mal verkauft wurde, und die Bristell B23. BRM Aero produziert rund einhundert Flugzeuge pro Jahr (Stand: 2023).

## Geschichte
Gegründet wurde Bristell im Jahr 2009 vom Ingenieur Milan Bristela und dessen Sohn Martin Bristela mit dem Zweck, Ultraleichtflugzeuge und Light Sport Aircraft zu entwickeln und zu produzieren.
2011 wurde unter der Typbezeichnung OK-QUR 24 der erste flugfähige Prototyp vorgestellt und getestet. Nur einen Monat später stellte Bristell auf der Aero Friedrichshafen die erste Version der Bristell Classic vor, zunächst noch unter der Bezeichnung BRM Aero Bristell NG 5.
2014 bezog das Unternehmen eigene Produktionsstätten in Kunovice nahe des Flugplatz Kunovice. Die Produktionsstätten sind bis zum Jahr 2016 deutlich erweitert worden. 2018 feierte Bristell den Verkauf des 400. Flugzeuges. Im Jahr 2021 betrug die Mitarbeiterzahl von Bristell erstmals mehr als 100 Mitarbeiter, mit 130 Mitarbeitern im Jahr 2023.

## Flugzeuge
Das erste von Bristell konstruierte und produzierte Flugzeug ist die Bristell Classic (ursprüngliche Bezeichnung: BRM Aero Bristell NG 5), welches im Jahr 2011 vorgestellt und zertifiziert wurde. Bis Ende 2020 wurde das Flugzeug über 600-mal verkauft. Rund ein Jahr nach Vorstellung der Bristell Classic folgte die Bristell RG, welche eine Bristell Classic mit Einziehfahrwerk („Retractable Gear“) darstellt.
Zur Aero Friedrichshafen im Jahr 2013 stellte Bristell mit der Bristell TDO ein zweites Flugzeug vor. Die Bristell TDO verfügt über ein Spornradfahrwerk. Im Juli 2018 fand der Erstflug der Bristell B8, einem neu konstruierten Flugzeug in Ganzmetallbauweise, statt. Im Oktober 2020 wurde die Bristell B23 vorgestellt und zertifiziert. Im Januar 2022 erhielt die B23 zudem die Zertifizierung für den Flugmotor Rotax 915 iS. Diese Version wird unter der Bezeichnung Bristell B23 Turbo vertrieben.
Mit der Bristell B23 Energic konstruierte der Flugzeugbauer auch ein rein elektrisches Flugzeug, welches auf der B23 basiert. Es wurde auf der Aero Friedrichshafen 2023 vorgestellt. Die Energic verfügt über einen Elektromotor sowie Batterie des Schweizer Herstellers H55. Die Kapazität der zwei Batterien beträgt 49 kWh, womit rund eine Stunde Flugzeit erreicht werden soll. Die Ladezeit beträgt laut Herstellerangaben ebenfalls rund eine Stunde; die Batterien sollen mindestens 1000 Ladezyklen aushalten. Die maximale Abflugmasse (MTOW) soll bei 800 kg, die Zuladung bei 190 kg liegen. Der Flugzeugbauer wirbt mit Energiekosten von 7 EUR pro Flugstunde bei einem Strompreis von 20 Cent pro kWh, was eine massive Reduzierung der Kosten gegenüber den Flugzeugen mit Verbrennungsmotor bedeuten würde. Die Zertifizierung des Flugzeuges ist für Mitte 2024 geplant.